# Acer laminat

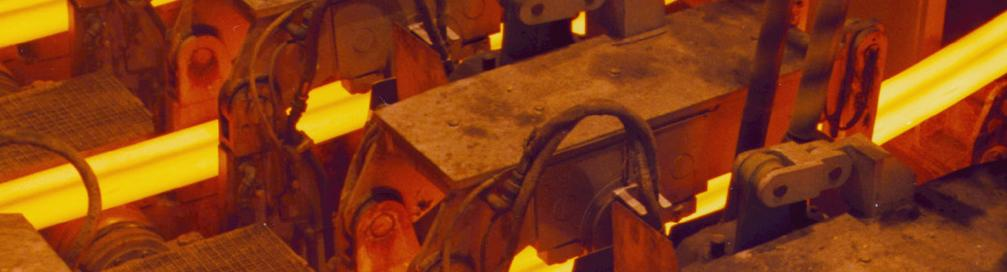
Tren d'acer laminat.

L'acer laminat és l'acer que surt de l'alt forn de colada de la siderúrgia convertit en acer brut fos en lingots de gran pes i mida que posteriorment cal laminar per poder convertir en perfils comercials.

## Procés de laminació

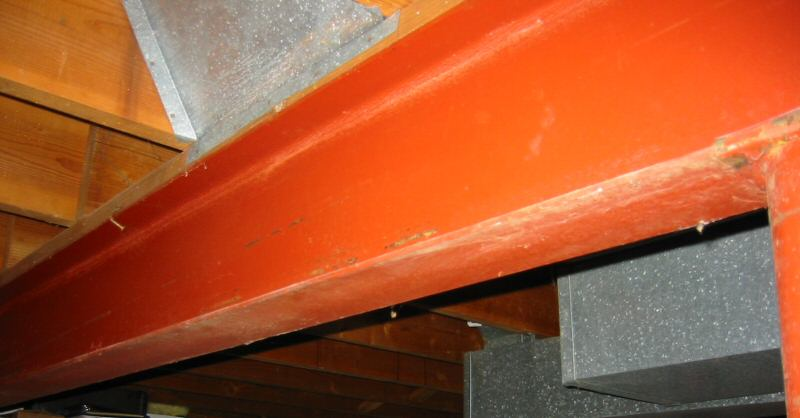
Biga I, d'acer laminat, conformant l'estructura d'un edifici

El procés de laminat consisteix a escalfar prèviament els lingots d'acer fos a una temperatura que permeti la deformació del lingot per un procés d'estirament i desbast que es produeix en una cadena de cilindres a pressió anomenat tren de laminació. Els cilindres van conformant el perfil desitjat fins a aconseguir les dimensions adequades, que no estan molt ajustades i per això moltes vegades als productes laminats cal sotmetre'ls a fases de mecanitzat per ajustar la seva tolerància.

## Perfilat
El tipus de perfil de les bigues d'acer, i les qualitats que aquestes tinguin, són determinants a l'elecció per la seva aplicació i ús en l'enginyeria i arquitectura. Entre les seves propietats estan seva forma o perfil, el seu pes, particularitats i composició química del material amb què van ser fetes, i la seva longitud.
Entre les seccions més conegudes i més comercials, que es brinda segons el reglament que l'empara, es troben els següents tipus de laminats, s'emfatitza que l'àrea transversal del laminat d'acer influeix molt en la resistència que està subjecta per efecte de forces.
Totes les dimensions de les seccions transversals dels perfils estan normalitzats a l'estat espanyol d'acord amb el Codi Tècnic de l'Edificació.

### Angles estructurals L
És el producte d'acer laminat que es realitza en les mateixes que s'ubiquen equidistant en la secció transversal amb la finalitat de mantenir una harmonia de simetria, en angle recte. El seu ús està basat en la fabricació d'estructures per teulades de grans llums, indústria naval, plantes industrials, magatzems, torres de transmissió, carrosseries, també per a la construcció de portes i altres accessoris en l'edificació de cases.

### Perfils H
Producte d'acer laminat que es crea en calent, la secció té la forma d'H. Hi ha diverses variants com el perfil IPN, el perfil IPE o el perfil HE, totes elles amb forma regular i prismàtica.
S'usa en la fabricació d'elements estructurals com bigues, pilars, cindris metàl·lics, etc., sotmeses predominantment flexió o compressió i amb torsió menyspreable. El seu ús és freqüent en la construcció de grans edificis i sistemes estructurals de gran envergadura, així com en la fabricació d'estructures metàl·liques per ponts, magatzems, edificacions, o vaixells.

### Perfils U
Acer hola realitzat en calent mitjançant làmines, la secció té la forma d'U Són conegudes com a perfil UPN. Els seus usos inclouen la fabricació d'estructures metàl·liques com bigues, biguetes, carrosseries, encavallades, canals, etc.

### Perfils T
Acer realitzat en calent producte de la unió de làmines. Els seus usos inclouen estructures metàl·liques per a construcció civil, torres de transmissió, fusteria metàl·lica.

### Barres rodones llises i polides
Producte laminat en calent, de secció circular i superfície llisa, de coneixement molt freqüent en el camp de la venda de varetes. Els seus usos inclouen estructures metàl·liques com ho poden ser portes, finestres, reixes, marcs, elements de màquines, eixos, perns i femelles per recalcat en calent o mecanitzat, pins, o passadors.

### Platines
Producte d'acer laminat en calent, de secció rectangular. Entre els seus usos està la fabricació d'estructures metàl·liques, portes, finestres, reixes, o peces forjades.

### Barres quadrades
Producte realitzat en calent per làmines, el seu ús és molt freqüent i molt conegut. S'usen en la fabricació d'estructures metàl·liques, portes, finestres, reixes, o peces forjades.

### Barres hexagonals
Producte laminat en calent, de secció hexagonal, i superfície llisa. Generalment s'observa en la fabricació d'elements d'acoblament per a, perns, femelles, eixos, pins, xavetes, eines manuals com barretes, cisells, puntes, etc. Poden ser sotmesos a reveniment o a tremp segons sigui el cas.

### Perfils generats per soldadura o unió dels seus elements
Els perfils generats per soldadura o unió dels seus elements són element acoblats d'estructures generalment de forma rectangular, la composició de les barres i diferents elements està generat per soldadura d'aquestes, l'avantatge que té aquest tipus de perfil és que s'adequa perfectament als requeriments de disseny d'acord l'anàlisi estructural que es realitza. Les relacions de les dimensions en perfils típics H, I.
- CS, tenen la forma d'H i la seva alçada és igual a l'ample de l'ala, h = b.
- CVS, tenen forma d'H i la proporció entre l'altura i l'amplada és de 1.5:1
- VS, són de secció tipus I i la proporció entre l'altura i l'amplada de l'ala és de 2:1 i 3:1

## Xapa
La xapa és una peça d'acer que es lamina fins a aconseguir rotlles de diferents gruixos de xapa. La xapa s'utilitza en caldereria, i en la fabricació de carrosseries d'automòbils.

## Acer corrugat per a formigó armat
Les acereries que reciclen ferralla, són majoritàriament productores de l'acer corrugat que s'utilitza per formar estructures de formigó armat i fonamentacions.